# Les Fausses Innocences (téléfilm)
Pour plus de détails, voir Fiche technique et Distribution.
Les Fausses Innocences est un téléfilm franco-belge de 90 minutes réalisé par André Chandelle, inspiré du roman du même nom par Armel Job.

## Synopsis
Le jour où Mathilda Stembert vient déclarer la mort de son mari décédé accidentellement en Allemagne de l'est, Roger Müller, bourgmestre d'une petite ville, ne peut ignorer qu'elle ment. Mais il aime profondément Mathilda depuis l'adolescence. Roger doit-il exiger une enquête sur ce décès ou, au contraire, accepter les dires de la femme qu'il aime en secret ?

## Fiche technique
- Réalisation : André Chandelle
- Scénario et dialogue : André Chandelle et Daniel Tonachella d'après le roman d'Armel Job
- Production: AT-Production, en coproduction avec Pampa, La RTBF et la participation de France 2
- Musique originale de Frédéric Lani
- Montage : Denise Vindevogel
- Photographie : Louis-Philippe Capelle
- Date de diffusion : 19 novembre 2010 sur France 2
- Durée : 90 minutes.

## Distribution
- Hélène de Fougerolles : Mathilda Stembert
- Thierry Godard : Roger Muller
- Jean-Paul Comart : André Stembert
- Geneviève Mnich : Madeline Muller
- Serge Larivière : Lacasse
- Renaud Rutten : l'officier de police
- Etienne Lejeune : Joseph
- Jean Lescot : Oscar
- Nicole Shirer
- Pierre2Gstar
- Anca Radici : Wanda